# Associació Mundial de Boxa
L'Associació Mundial de Boxa (WBA) o (AMB), en anglès World Boxing Association, és una organització de boxa que aprova els combats i premia els guanyadors amb el títol de campió del món de la WBA en una categoria professional.
Anteriorment se la coneixia com a "Associació Nacional de Boxa" (NBA), abans de canviar el seu nom per l'actual el 1962. És l'organització més vella reconeguda pel Saló Internacional de la Fama de la Boxa al costat del Consell Mundial de Boxa, la Federació Internacional de Boxa i l'Organització Mundial de Boxa.

## Història
El primer cos regulador de la boxa professional va tenir lloc el 1921 per la coneguda Associació Nacional de Boxa (NBA). El primer combat reconegut per l'organització va ser el Jack Dempsey - Georges Carpentier pel campionat dels pesos pesants a Nova Jersey, Estats Units. La NBA va ser formada per representants de tretze estats nord-americans.
El 1962, l'Associació Nacional de Boxa (NBA), amb el creixement de la popularitat de la boxa a tot el món canvia el seu nom pel d'Associació Mundial de Boxa. El 1974, dues figures de la boxa panamenya, Rodrigo Sánchez i Elías Cordova van modificar les regles de l'Associació per donar majoria de vots a les nacions d'Amèrica Llatina.
Gilberto Mendoza ha estat el president de l'Associació des de 1982. Durant els anys 90 traslladen les oficines centrals de Ciutat de Panamà cap a Caracas, Veneçuela. El gener de 2007, tornen a traslladar les oficines a Panamà.

## Altres organitzacions

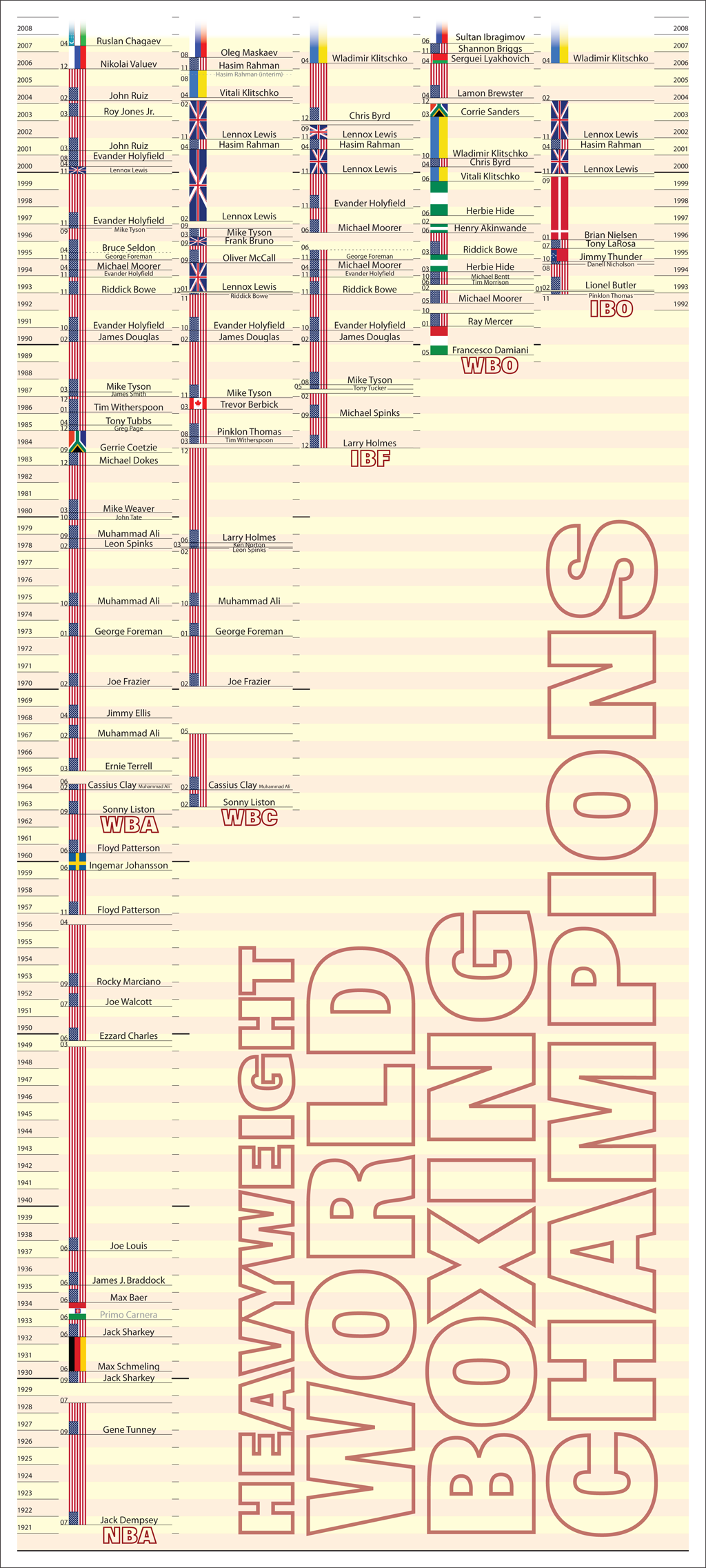
Campions des de 1920 dels pesos pesants, per a les cinc organitzacions més importants.

Al llarg dels anys, molts boxejadors han estat reconeguts per altres organitzacions mundials, el Consell Mundial de Boxa, el qual va començar el 1963, la Federació Internacional de Boxa des de 1983 i l'Organització Mundial de Boxa, la qual va començar el 1988.

## Campions actuals
| Pes          | Campió                               | Data d'obtenció        |
| ------------ | ------------------------------------ | ---------------------- |
| Palla        | Román González                       | 15 de setembre de 2008 |
| Minimosca    | Giovanni Segura                      | 25 de juliol de 2009   |
| Mosca        | Daiki Kameda                         | 7 de febrer de 2010    |
| Súper mosca  | Vic Darchiyan (Unificació)           | 1 de novembre de 2008  |
| Súper mosca  | Hugo Fidel Cázares (Campió regular)  | 8 de maig de 2010      |
| Gall         | Anselmo Moreno                       | 31 de maig de 2008     |
| Super Gall   | Akifumi Shimoda                      | 31 de gener de 2011    |
| Ploma        | Chris John (Supercampió)             | 19 de novembre de 2009 |
| Ploma        | Yuriorkis Gamboa (Campió unificat)   | 10 d'octubre de 2009   |
| Superploma   | Takashi Uchiyama                     | 11 de gener de 2010    |
| Superploma   | Guillermo Rigondeaux (Campió interí) | 13 de novembre de 2010 |
| Lleuger      | Juan Manuel Márquez (Supercampió)    | 28 de febrer de 2009   |
| Lleuger      | Miguel Acosta (Campió regular)       | 29 de maig de 2010     |
| Superlleuger | Amir Khan                            | 18 de juliol de 2009   |
| Welter       | Viacheslav Senchenko                 | 10 d'abril de 2010     |
| Superwelter  | Miguel Ángel Cotto                   | 5 de juny de 2010      |
| Mig          | Felix Sturm                          | 28 d'abril de 2007     |
| Supermig     | Andre Ward (Supercampió)             | 21 de novembre de 2009 |
| Supermig     | Dimitri Sartison (Campió regular)    | 21 de novembre de 2009 |
| Semipesant   | Beibut Shumenov                      | 29 de gener de 2010    |
| Creuer       | Guillermo Jones                      | 27 de setembre de 2008 |
| Creuer       | Yoan Pablo Hernández (Campió interí) | 12 de febrer de 2011   |
| Pesant       | David Haye                           | 7 de novembre de 2009  |

- Actualitzat el 16 d'agost de 2010.